# Tổng giáo phận İzmir
Tổng giáo phận İzmir (tiếng Latinh: Archidioecesis Smyrnensis) là một tổng giáo phận đô thành của Giáo hội Công giáo Rôma ở bán đảo Tiểu Á, thuộc giáo tỉnh Izmir (không có giáo phận phụ thuộc nào).
Ngai tòa của Tổng giám mục İzmir đặt tại Nhà thờ chính tòa Thánh Joannes, thành phố İzmir. Tổng giáo phận này có một di sản thế giới là nhà Đức Trinh nữ Maria trên núi Bülbül.
Tổng giáo phận hiện được cai quản bởi tổng giám mục Martin Kmetec, được Giáo hoàng Franciscus bổ nhiệm làm Tổng giám mục chính tòa Tổng giáo phận İzmir vào ngày 8 tháng 12 năm 2020.